# Cap Linné
Le cap Linné, en norvégien Kapp Linné, est un cap de Norvège situé au Svalbard, sur l'île de Spitzberg. Il constitue l'extrémité sud-ouest de l'Isfjorden à l'endroit où celui-ci rejoint la mer du Groenland.
En 1933, une station radio, l'Isfjord radio, est construite pour relayer les émissions et réceptions de l'archipel afin de favoriser la communication avec le reste du monde. Aujourd'hui, le cap Linné est une destination très convoitée par les touristes désireux d'en connaître plus sur l'histoire du Svalbard.